# Lotem
Lotem (hebr. לוטם; ang. Lotem) – kibuc położony w Samorządzie Regionu Misgaw, w Dystrykcie Północnym, w Izraelu. Członek Ruchu Kibuców (Ha-Tenu’a ha-Kibbucit).

## Położenie
Kibuc Lotem jest położony na wysokości 211 metrów n.p.m. w północnej części Dolnej Galilei, na północy Izraela. Leży na wschodnim zboczu wzgórza Har Hilazon (352 m n.p.m.) we wschodniej części Doliny Sachnin. Na południe od tego wzgórza przepływa strumień Hilazon, a na północy strumień Kamon. W otoczeniu kibucu Lotem znajdują się miasto Sachnin, miejscowości Dejr Channa, Arraba, kibuc Eszbal, wioski komunalne Ma’ale Cewijja, Michmanim, Kamon, oraz wioski arabskie Chusnija, Kamane, Sallama, Arab al-Na’im i Hamdon. Na południowy wschód od kibucu jest położona wojskowa baza szkoleniowa Calmon, przygotowująca młodzież do służby w Siłach Obronnych Izraela.
Lotem jest położony w Samorządzie Regionu Misgaw, w Poddystrykcie Akka, w Dystrykcie Północnym Izraela.

## Demografia
Stałymi mieszkańcami kibucu są wyłącznie Żydzi. Tutejsza populacja jest świecka:

Źródło danych: Central Bureau of Statistics.

## Historia
Kibuc został założony w 1978 roku w ramach rządowego projektu Perspektywy Galilei, którego celem było wzmocnienie pozycji demograficznej społeczności żydowskiej na północy kraju. Grupa założycielska składała się z mieszkańców osad rolniczych położonych w Galilei. Przeszli oni szkolenie w kibucu Gewat, a następnie osiedlili się na gruntach wykupionych wcześniej przez Żydowski Fundusz Narodowy. Z powodu braku gruntów rolnych, mieszkańcy osady pracowali początkowo jako leśnicy. Z czasem utworzono niewielkie gospodarstwo rolnicze połączone z uprawą oliwek. Pod koniec lat 90. XX wieku kibuc przeszedł proces prywatyzacji i obecnie nie ma już żadnych elementów współpracy spółdzielczej. Na początku XXI wieku w jego północnej części wybudowano nowe osiedle mieszkaniowe. Nowi mieszkańcy mogą kupić dom lub samemu się wybudować, oraz prowadzić własną działalność gospodarczą lub pracować w pobliskich strefach przemysłowych.

### Nazwa
Hebrajska nazwa kibucu odnosi się do rosnącego w tej okolicy kwiatu czystka.

## Kultura i sport
W kibucu jest ośrodek kultury z biblioteką. Z obiektów sportowych jest basen pływacki oraz boisko do koszykówki.

## Edukacja
Kibuc utrzymuje przedszkole. Starsze dzieci są dowożone do szkoły podstawowej w kibucu Parod.

## Gospodarka
Gospodarka kibucu opiera się na rolnictwie i usługach. Część mieszkańców dojeżdża do pracy w okolicznych strefach przemysłowych.

## Transport
Z kibucu wyjeżdża się na zachód na drogę nr 804, którą jadąc na północny wschód dojeżdża się do wiosek Sallama i Arab al-Na’im, a jadąc na południe dojeżdża się do skrzyżowania z drogą prowadzącą do wioski Ma’ale Cewijja, lub dalej na południe do skrzyżowania z drogą nr 805 w miejscowości Arraba